# 대한민국 고용노동부 장관
고용노동부 장관(雇傭勞動部 長官)은 고용노동부를 대표하는 직위로, 국무위원으로 보한다.

## 임명
- 국무위원 중에서 국무총리의 제청으로 대통령이 임명하며, 국무총리는 해임을 건의할 수 있다.
- 국회는 임명에 대한 인사청문회를 실시한다.

## 역할
- (정부조직법 제7조제1항) 각 행정기관의 장은 소관사무를 통할하고 소속공무원을 지휘·감독한다.
- (정부조직법 제40조) 고용노동부장관은 고용정책의 총괄, 고용보험, 직업능력개발훈련, 근로조건의 기준, 근로자의 복지후생, 노사관계의 조정, 산업안전보건, 산업재해보상보험과 그 밖에 고용과 노동에 관한 사무를 관장한다.

## 역대 장관

### 미군정 상공부 노동국장
- 워크 1945년 9월 12일~1946년 6월 13일
- 이대위(李大偉) 1946년 6월 13일~1946년 7월 30일

### 미군정 노동부장
- 이대위(李大偉) 1946년 7월 30일~1948년 7월 17일

### 사회부 노동국장
- 신의식 1948년 7월 17일~1948년 11월
- 홍영표(洪永杓) 1948년 11월~1948년 12월 6일, 국장서리
- 김경식(金瓊植) 1948년 12월 7일~1949년
- 전호엽(全浩燁) 1949년~1951년 9월 2일
- 한몽연(韓夢淵) 1951년 9월 2일~1953년
- 신의식 1953년~1953년
- 한몽연(韓夢淵) 1953년~1955년 2월 16일

### 보건사회부 노동국장
- 한몽연(韓夢淵) 1955년 4월 19일~1957년 2월 22일
- 이종수(李鍾守) 1957년 2월 23일~1960년 6월 12일
- 김○○ 1960년 6월 13일~1961년 5월 19일
- 김문영(金文永) 1961년 5월 20일~1963년 9월 1일

### 노동청장
| 정부      | 대수           | 이름                             | 임기                             | 비고 |
| --------- | -------------- | -------------------------------- | -------------------------------- | ---- |
| 제3공화국 | 초대           | 정희섭(鄭熙燮)                   | 1963년 9월 2일~1964년 1월 17일   |      |
| 제3공화국 | 2대            | 이찬우(李燦雨)                   | 1964년 1월 18일~1965년 12월 13일 |      |
| 제3공화국 | 3대            | 이승택(李昇澤)                   | 1965년 12월 13일~1967년 6월 11일 |      |
| 제3공화국 | 4대            | 조의창(趙義暢)                   | 1971년 6월 11일~1973년 12월 19일 |      |
| 제4공화국 | 4대            | 조의창(趙義暢)                   | 1971년 6월 11일~1973년 12월 19일 |      |
| 5대       | 최두열(崔杜烈) | 1973년 12월 19일~1975년 6월 30일 |                                  |      |
| 6대       | 최석원(崔錫元) | 1975년 6월 30일~1977년 7월 7일   |                                  |      |
| 7대       | 박상렬(朴商烈) | 1977년 7월 7일~1980년 1월 16일   |                                  |      |
| 8대       | 정종택(鄭宗澤) | 1980년 1월 17일~1980년 5월 22일  |                                  |      |
| 9대       | 박창규(朴昌圭) | 1980년 5월 27일~1980년 7월 9일   |                                  |      |
| 직무 대리 | 한진희(韓眞熙) | 1980년 7월 10일~1980년 7월 18일  |                                  |      |
| 10대      | 권중동(權重東) | 1980년 7월 19일~1981년 4월 7일   |                                  |      |

### 노동부 장관
| 정부        | 대수           | 이름                            | 임기                              | 비고 |
| ----------- | -------------- | ------------------------------- | --------------------------------- | ---- |
| 제5공화국   | 초대           | 권중동(權重東)                  | 1981년 4월 8일~1982년 5월 21일    |      |
| 제5공화국   | 2대            | 정한주(鄭漢株)                  | 1982년 5월 21일~1985년 2월 19일   |      |
| 제5공화국   | 3대            | 조철권(趙澈權)                  | 1985년 2월 19일~1986년 8월 27일   |      |
| 제5공화국   | 4대            | 이헌기(李憲琦)                  | 1986년 8월 27일~1988년 2월 24일   |      |
| 노태우 정부 | 5대            | 최명헌(崔明憲)                  | 1988년 2월 25일~1988년 12월 5일   |      |
| 노태우 정부 | 6대            | 장영철(張永喆)                  | 1988년 12월 5일~1989년 7월 19일   |      |
| 노태우 정부 | 7대            | 최영철(崔永喆)                  | 1989년 7월 19일~1990년 12월 27일  |      |
| 노태우 정부 | 8대            | 최병렬(崔秉烈)                  | 1990년 12월 27일~1992년 6월 25일  |      |
| 노태우 정부 | 9대            | 이연택(李衍澤)                  | 1992년 6월 25일~1993년 2월 25일   |      |
| 김영삼 정부 | 10대           | 이인제(李仁濟)                  | 1993년 2월 26일~1993년 12월 21일  |      |
| 김영삼 정부 | 11대           | 남재희(南載熙)                  | 1993년 12월 22일~1994년 12월 23일 |      |
| 김영삼 정부 | 12대           | 이형구(李炯九)                  | 1994년 12월 24일~1995년 5월 24일  |      |
| 김영삼 정부 | 13대           | 진념(陳稔)                      | 1995년 5월 24일~1997년 8월 5일    |      |
| 김영삼 정부 | 14대           | 이기호(李起浩)                  | 1997년 8월 6일~1999년 5월 25일    |      |
| 김대중 정부 | 14대           | 이기호(李起浩)                  | 1997년 8월 6일~1999년 5월 25일    |      |
| 15대        | 이상룡(李相龍) | 1999년 5월 25일~2000년 2월 12일 |                                   |      |
| 16대        | 최선정(崔善政) | 2000년 2월 12일~2000년 8월 7일  |                                   |      |
| 17대        | 김호진(金浩鎭) | 2000년 8월 7일~2001년 9월 7일   |                                   |      |
| 18대        | 유용태(劉容泰) | 2001년 9월 7일~2002년 1월 29일  |                                   |      |
| 19대        | 방용석(方鏞錫) | 2002년 1월 29일~2003년 2월 26일 |                                   |      |
| 노무현 정부 | 20대           | 권기홍(權奇洪)                  | 2003년 2월 27일~2004년 2월 10일   |      |
| 노무현 정부 | 21대           | 김대환(金大煥)                  | 2004년 2월 10일~2006년 1월 2일    |      |
| 노무현 정부 | 22대           | 이상수(李相洙)                  | 2006년 1월 2일~2008년 2월 29일    |      |
| 이명박 정부 | 23대           | 이영희(李永熙)                  | 2008년 3월 1일~2009년 9월 30일    |      |
| 이명박 정부 | 24대           | 임태희(任太熙)                  | 2009년 10월 1일~2010년 7월 5일    |      |

### 고용노동부 장관
| 정부                 | 대수 | 이름           | 임기                              | 비고          |
| -------------------- | ---- | -------------- | --------------------------------- | ------------- |
| 이명박 정부          | 1대  | 임태희(任太熙) | 2010년 7월 5일 ~ 2010년 8월 30일  |               |
| 이명박 정부          | 2대  | 박재완(朴宰完) | 2010년 8월 30일 ~ 2011년 6월 1일  |               |
| 이명박 정부          | 3대  | 이채필(李埰弼) | 2011년 6월 2일 ~ 2013년 3월 11일  |               |
| 박근혜 정부          | 4대  | 방하남(房河男) | 2013년 3월 11일 ~ 2014년 7월 15일 |               |
| 박근혜 정부          | 5대  | 이기권(李基權) | 2014년 7월 16일 ~ 2017년 7월 25일 |               |
| 문재인 정부          | -    | 이성기(李性基) | 2017년 7월 26일 ~ 2017년 8월 13일 | 직무대리      |
| 문재인 정부          | 6대  | 김영주(金榮珠) | 2017년 8월 14일 ~ 2018년 9월 21일 | 국회의원 겸직 |
| 문재인 정부          | 7대  | 이재갑(李載甲) | 2018년 9월 21일 ~ 2021년 5월 6일  |               |
| 문재인 정부          | 8대  | 안경덕(安庚德) | 2021년 5월 7일 ~ 2022년 5월 9일   |               |
| 윤석열 정부          | 9대  | 이정식(李正植) | 2022년 5월 10일 ~ 2024년 8월 29일 |               |
| 윤석열 정부          | 10대 | 김문수(金文洙) | 2024년 8월 30일 ~ 2025년 4월 8일  |               |
| 한덕수 권한대행 체제 | -    | 김민석(金珉奭) | 2025년 4월 8일 ~ 2025년 6월 26일  | 직무대행      |
| 이재명 정부          | -    | 권창준(權昌俊) | 2025년 6월 26일 ~ 2025년 7월 21일 | 직무대행      |
| 이재명 정부          | 11대 | 김영훈(金榮訓) | 2025년 7월 22일 ~                 |               |

## 같이 보기
- 고용노동부
- 고용노동부 차관